# John Brockman

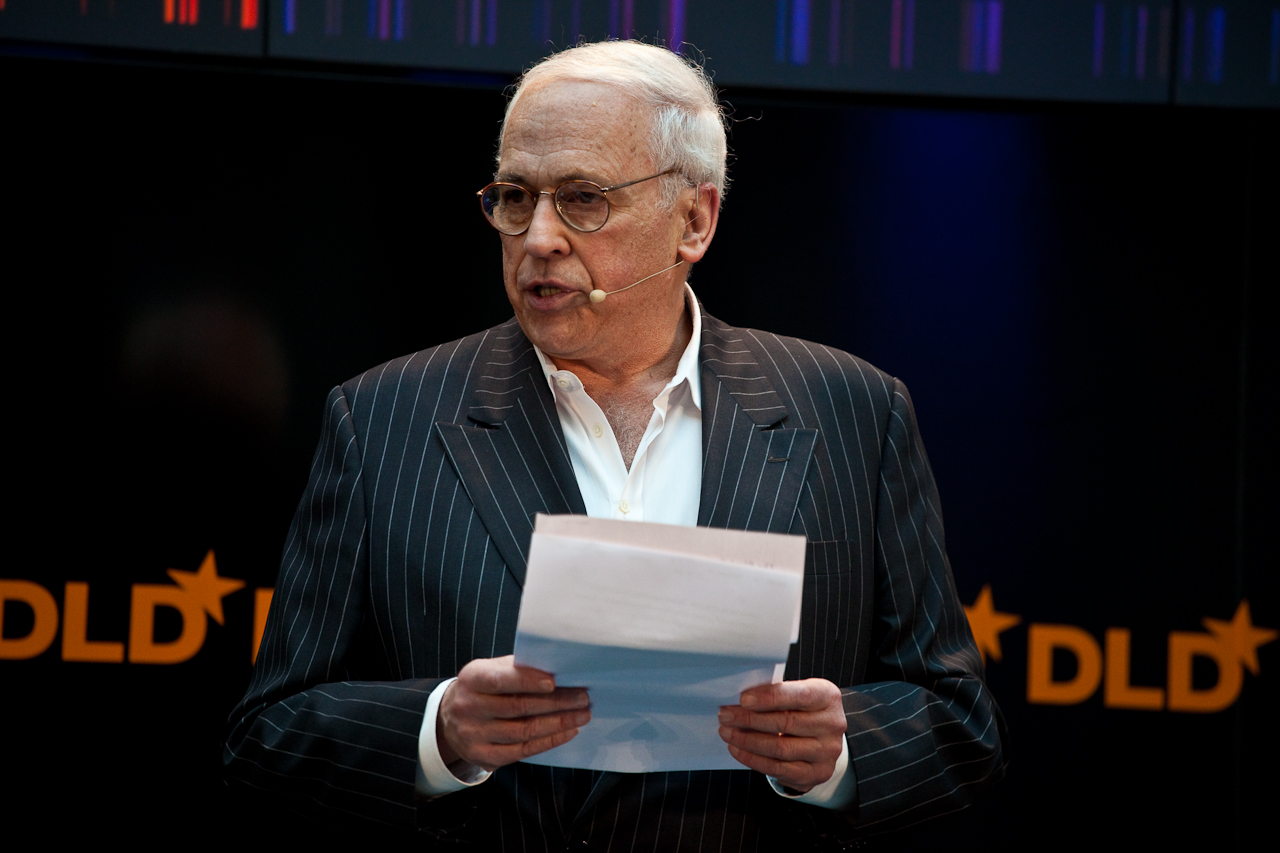
John Brockman em 2009

John Brockman (nascido em 16 de fevereiro de 1941) é um agente literário e autor especializado em literatura científica . Ele estabeleceu a Edge Foundation, uma organização que reúne pensadores de ponta em uma ampla gama de campos científicos e técnicos. Brockman atuou como agente literário de diversos cientistas renomados, como o biólogo Richard Dawkins e o cientista cognitivo Steven Pinker.
Ele nasceu em uma família de imigrantes de ascendência polonesa-judaica em um pobre enclave católico irlandês de Boston, Massachusetts. Expandindo as "duas culturas" de CP Snow, ele introduziu a "terceira cultura" que consiste "naqueles cientistas e outros pensadores do mundo empírico que, por meio de seu trabalho e redação expositiva, estão tomando o lugar do intelectual tradicional em tornar visíveis os significados mais profundos de nossas vidas, redefinindo quem e o que somos. "
Brockman liderou um salão científico no seu site Edge.org durante 20 anos, fazendo uma pergunta anual a uma série de cientistas renomados, incluindo vencedores do prêmio Nobel, e publicando suas respostas em forma de livro. A pergunta anual foi encerrada simbolicamente em 2018.

## Associação com Jeffrey Epstein
Em 2019, foi sugerido que Brockman era o “capacitador intelectual” de Jeffrey Epstein, o financista que morreu à espera de julgamento por acusações de tráfico de meninas, que mantinha a Fundação Brockman's Edge com uma taxa de retenção.
Os famosos jantares literários de Brockman - realizados durante a Conferência TED - foram, por vários anos após a condenação de Epstein, quase inteiramente financiados por Epstein. Isso permitiu que Epstein se misturasse com cientistas, ícones de startups e outros bilionários da tecnologia.